# Фултон (Арканзас)
Фултон (англ. Fulton) — місто (англ. town) в США, в окрузі Гемпстед штату Арканзас. Населення — 115 осіб (2020).

## Географія
Фултон розташований за координатами 33°36′44″ пн. ш. 93°48′51″ зх. д. / 33.61222° пн. ш. 93.81417° зх. д. (33.612314, -93.814123).  За даними Бюро перепису населення США в 2010 році місто мало площу 0,50 км², з яких 0,45 км² — суходіл та 0,05 км² — водойми.

## Демографія
Згідно з переписом 2010 року, у місті мешкала 201 особа в 89 домогосподарствах у складі 57 родин. Густота населення становила 401 особа/км².  Було 108 помешкань (216/км²). 
Расовий склад населення:
| - 58,2 % — білих - 39,3 % — чорних або афроамериканців - 1,0 % — осіб інших рас |

До двох чи більше рас належало 1,5 %. Іспаномовні складали 2,0 % від усіх жителів.
За віковим діапазоном населення розподілялося таким чином: 20,4 % — особи молодші 18 років, 61,2 % — особи у віці 18—64 років, 18,4 % — особи у віці 65 років та старші. Медіана віку мешканця становила 45,5 року. На 100 осіб жіночої статі у місті припадало 84,4 чоловіків;  на 100 жінок у віці від 18 років та старших — 83,9 чоловіків також старших 18 років.
Середній дохід на одне домашнє господарство  становив 38 129 доларів США (медіана — 29 063), а середній дохід на одну сім'ю — 49 540 доларів (медіана — 41 875). За межею бідності перебувало 19,9 % осіб, у тому числі 11,4 % дітей у віці до 18 років та 28,6 % осіб у віці 65 років та старших.
Цивільне працевлаштоване населення становило 61 осіб. Основні галузі зайнятості: роздрібна торгівля — 31,1 %, науковці, спеціалісти, менеджери — 21,3 %, виробництво — 18,0 %.